# Глухар (телесеріал)
«Глухар» (рос. Глухарь) — російський телевізійний серіал, що транслювався на телеканалі НТВ з 24 листопада 2008 року по 28 жовтня 2011 року. На сьогодні є одним з найпопулярніших і рейтингових російських серіалів. З 9 грудня 2014 року в Україні заборонені до показу та поширення серії за участю Івана Охлобистіна.

## Слогани
- «Перший російський серіал, якому віриш»;
- «На сторожі закону головне — залишатися людиною!»;
- «Що мені закон, коли суддя знайомий».

## Глухар (Сезон 1)

### Сюжет
Головні герої серіалу — молодий слідчий Відділення внутрішніх справ «П'ятницький» Сергій Глухарьов і його друг Денис Антошин, співробітник районної ДПС. Друзі дитинства, дорослішаючи, занурюються в похмурий світ сучасного мегаполісу, який зовсім не ласкавий до своїх мешканців.
Попри те, що герої серіалу далеко не бездоганні, вони дуже полюбилися глядачам. Про це можна судити з відгуків в Інтернеті і загальному високому рейтингу серіалу, який транслюється на телеканалі НТВ практично без перерви протягом уже майже двох років. Навіть суто негативні персонажі на зразок «перевертня в погонах» підполковника Карпова не викликають явної антипатії, а навпаки, мають якусь невловиму чарівність.

### Серії
1. «Кросівки»
2. «Бампер»
3. «Крадіжка століття»
4. «Три товариші»
5. «Бити чи не бити?»
6. «Справи сімейні»
7. «Попутниця»
8. «Страх»
9. «Москва»
10. «Бородіно»
11. «Батьки і діти»
12. «Запах брехні»
13. «Сирна справа»
14. «Травневі»
15. «Швидкість»
16. «Справжня робота»
17. «Контроль»
18. «Небезпечний вік»
19. «Аварія»
20. «Герой?»
21. «Сестра»
22. «Доба»
23. «Корпоратив»
24. «Прах до праху»
25. «Падіння»
26. «День перевертня»
27. «Зозуля»
28. «Закон суворий, але це закон»
29. «Гріхи батьків»
30. «Кольт»
31. «Довіра»
32. «Чавун»
33. «Доля»
34. «Жалість»
35. «Помилка слідчого Агапова»
36. «Братська любов».
37. «Спокута»
38. «Це місто»
39. «Піроманія»
40. «Все скінчено»
41. «Знахідка»
42. «Вам на погони»
43. «Гра»
44. «За батька»
45. «Самотність»
46. «Гість робітник»
47. «Вовча зграя»
48. «Вибір»

### Персонажі
- Максим Аверін — старший слідчий капітан (потім майор) Сергій Глухарьов. Головний герой серіалу. Вік — 33 років. По-людськи чесний, надійний, ніколи не зрадить іншого і не кине в біді. Не є зразком непідкупності, але сам хабаря ніколи не вимагає, а бере тільки коли пропонують і лише у тих, хто не є відвертими покидьками. За характером веселий і комунікабельний, але досить самотній.
- Денис Рожков — старший інспектор ДПС старший лейтенант (на початку — лейтенант), пізніше оперативник відділку «П'ятницький» Денис Антошин. Ровесник Глухарьова, його друг із самого дитинства. На відміну від холоднокровного і розумного Сергія, Денис дуже емоційний, через що постійно потрапляє в неприємні ситуації, що загрожують небезпекою йому самому і його близьким. Глухарьов щоразу докоряє Антошину за дурну поведінку, але тим не менше ніколи не залишає його в біді. В останньому сезоні серіалу через проблеми в особистому житті Антошин починає зловживати алкоголем.
- Марія Болтнєва — Анастасія Клименко. 23 років. Колишня повія, яка приїхала до Москви з України, а тепер дівчина Дениса. Щиро любить його. Добра, завжди готова прийти на допомогу тому, хто потрапив у біду. Мріє вступити до медичного інституту.
- Вікторія Тарасова — начальник відділення міліції «П'ятницький», підполковник (на початку — начальник слідчого відділу, майор) Ірина Сергіївна Зіміна. 37 років. Строга, вимоглива, абсолютно не сентиментальна, але разом з тим відхідлива. З професійної точки зору чесна і некорумпована. Мати-одиначка, виховує 12-річного сина Сашка. Перебуває в інтимних відносинах з Глухарьовим.
- Володимир Фекленко — слідчий лейтенант (на початку-помічник слідчого, стажист) Микола Тарасов. 25-27 років. Виходець із багатої родини, син відомого адвоката, однак у спілкуванні з колегами та іншими людьми простий і безпосередній, за що і здобуває їх повагу. Добрий, чесний, порядний до наївності, не розуміє порядків, які панують у сучасній міліції. Незважаючи на низьку зарплату міліціонера, особливо контрастуючу з доходами його сім'ї, сумлінно виконує свою роботу.
- Юлія Самойленко — у серіалі грає роль Віки (адвоката), на початку серіалу подруга Миколи.
- Борис Покровський — слідчий старший лейтенант Олексій Черенков
- Олександр Бобров — слідчий старший лейтенант Андрій Агапов. 27-29 років. Привабливий довірливий нехлюй, над яким кепкує все відділення. Не може розкрити жодної складної справи, проте врешті-решт йому вдається відзначитися.
- Владислав Котлярський — начальник СКМ підполковник міліції (на початку — майор) Станіслав Карпов. Один з найколоритніших і суперечливих персонажів серіалу. 36 років. З одного боку — типовий «перевертень у погонах», який користується службовим становищем в особистих цілях і «покриває» у своєму районі всі більш-менш дохідні місця і кримінальних елементів. Як було сказано ним в одній з серій: «Міліціонер — не форма. Головне вміст». Переконаний, що найдієвіший спосіб вирішення проблем — це насильство. У той же час справедливий зі своїми, слідує власним принципам і «поняттям», ніколи не зрадить і не кине в біді своїх товаришів по службі, цінує допомогу і взаємодопомогу, здатний на подяку і прощення. Незважаючи на неоднозначність, герой Карпова придбав велику популярність у глядачів багато в чому завдяки яскравій грі досі маловідомого актора Владислава Котлярського.
- Олександр Барінов — командир роти ДПС майор Віталій Павлович Ігнатьєв.
- Єжи Штур (тільки в 13 серії) — польський посол
- Олена Бочкарьова — Подруга Анастасії Клименко

### Цікаві факти
- У назві серіалу, з одного боку, обігрується прізвище головного героя, з іншого, «глухар» — професійний міліцейський жаргонізм, що означає злочин (як правило, вбивство), яке важко розкрити через відсутність свідків і доказів.
- За сюжетом серіалу, більшість сцен відбувається в московському районі Тушино. У серіалі згадуються вулиці — Альошкінський пр., Квітковий пр., Сходненска вул., Човнова вул. і т. д. Але за фактом їх знімали не на реальних вулицях з такою ж назвою, а взагалі в інших районах. Єдиним збігом із реальністю є «Західний міст», де Глухарьов з Антошиним любили постріляти по пляшках. З цього ж моста у 48 серії 1 сезону, скидають тіло мертвого Аліка.
- Прототип Зіміної — реально існуючий начальник ОВД «Марфіно» Москви — Оксана Свиридова
- ОВС «П'ятницький» — не існує. Очевидно, назва придумана для відсутності подібності персонажів фільму з реальними людьми. «Нутрощі» відділення, знімалися в колишньому павільйоні «Космос», стіни відділення зібрані з гіпсокартонних декорацій. Зовнішній вигляд будівлі, в якому знаходився відділ розслідувань під керівництвом Ірини Зіміної, — це відділок недалеко від станції метро «ВДНХ». Там же проходили зйомки деяких сцен серіалу «Меч»
- Пост ДПС, де служить Денис Антошин — реальний пост ДПС, на перетині Алтуф'євського шосе і Московської кільцевої автомобільної дороги.
- Як зізнавався в інтерв'ю актор Владислав Котлярський, роль Стаса Карпова далася йому з величезними труднощами. Владислав у життя людина дуже добра, раніше його ролями були «листоноша Пєчкін і кіт Леопольд» — а тут довелося грати нелюда. За словами актора, перший час на зйомках він помітно мандражував, зокрема забував текст, але потім освоївся. На питання про те, як він сам ставиться до свого неоднозначного персонажу, Владислав відповів: «Актор повинен бути адвокатом своєї ролі».[3]
- За сюжетом до майора Зіміної зверталися продавці сала зі скаргою на крадіжку товару і приносили їй зразки продукції. І Зіміній захотілося самій це сало спробувати. Для епізоду зробили 6-7 дублів, щоб процес поїдання продукту виглядав достовірно. За цей час актриса Вікторія Тарасова з'їла без хліба близько 300 грам сала! Після зйомок вона ще довго не могла на нього навіть дивитися.
- Праски знадобилися для зйомок серії про шахраїв, що продають дешевий товар за завищеною ціною. Праски на ринку купувала начальник відділу Зіміна. Почувши діалог, але не помітивши камери, до актриси в кадрі підійшла жінка і почала переконувати, що з покупкою праски її ошукали. Цей епізод і увійшов в серіал.
- У 47 серії першого сезону коли потерпілий приходить до Глухарьова і каже, що зустрічається з неповнолітньою (17 років). Йому слідчий говорить, що цей злочин і «за це стаття». Хоча конституція Російської Федерації передбачає покарання лише за статеві зносини, гей-відносини або лесбійство, вчинені особою, яка досягла вісімнадцятирічного віку, з особою, що не досягла шістнадцятирічного віку. У тій же серії для виклику «швидкої» на стільниковому телефоні набирають дві цифри (очевидно, «03»), в той час як мінімальна довжина номера в GSM складає три символи (бо медичну допомогу викликається як "003 ", " 030 ", "03*"тощо, в залежності від оператора зв'язку).
- Службові посвідчення не схожі на справжні.
- У 33 серії першого сезону «Доля» дід розповідає Глухарьову, що до загиблої внучки причіпились двоє «чорних», хоча як видно з зав'язки серії приставав тільки один, другого вона не могла бачити. Та й померла дівчина не встигнувши нічого розповісти про це.
- У самому кінці серії про дрег-рейсинг показують зовсім інші фото розбитої машини, хоча за сценарієм там повинні бути фотографії розбитого ВАЗ 2108.
- Вік героїв у 2008—2010 роках: Глухарьову і Антошину 31-33 роки, Зіміній 37-39 років, Тарасову 25-27 років, Насті 24-26 років, Агапову і Черенкову 27-30 років, а Карпову 36-38 років. Сестрі Глухарьова Марині, яка одночасно є дівчиною Тарасова, близько 22-23 років.

## Глухар. Продовження (сезон 2)

### Сюжет
Продовження історії про суворі будні слідчого Глухарьова і його друга Антошина, колишнього працівника ДПС. Тепер Антошин бравий оперативник і працює з Глухарьовим в одному відділку. Друзям доведеться впритул розслідувати кримінальні справи, потрапляти у драматичні й комічні ситуації, лавірувати між підводними течіями в міліцейському керівництві.

### Список серій
1. «Прірва»
2. «Один-три-сім»
3. «Холодна війна»
4. «За що?»
5. «На гачку»
6. «Вечеря»
7. «Друге життя»
8. «Плацебо»
9. «Жахи»
10. «Пробудження»
11. «Допит»
12. «Стрес»
13. «Задзеркалля»
14. «Заради тебе»
15. «Буде що буде»
16. «Сміття»
17. «Знову травневі»
18. «Страшно жити»
19. «Кожен сам за себе»
20. «День народження»
21. «Це правда»
22. «Дурні»
23. «Пляшки»
24. «Банда»
25. «Біг»
26. «Наздоганялки»
27. «Феєрверк»
28. «Перевірка»
29. «Палець»
30. «ППС»
31. «Сутичка»
32. «Діра»
33. «Начальник слідчого відділу»
34. «Нічний намет»
35. «Перелом»
36. «Палиці»
37. «В особливому порядку»
38. «Хамелеон»
39. «Зіткнення»
40. «Жалоба»
41. «Маски геть!»
42. «Втрата втрат»
43. «Люди і звірі»
44. «Життя у борг»
45. «Спадщина»
46. «Сп'яніння»
47. «Геній»
48. «Пітьма»

### У ролях
- Максим Аверін — виконувач начальника слідчого відділу, капітан/майор Сергій Вікторович Глухарьов
- Вікторія Тарасова — начальник відділення міліції «П'ятницький» підполковник Ірина Сергіївна Зіміна
- Денис Жаріков — Саша Зімін, син Ірини Зіміної
- Денис Рожков — старший оперуповноважений старший лейтенант Денис Антошин
- Марія Рассказова — Марина Глухарьова, сестра Сергія, дівчина Миколи Тарасова
- Марія Болтнева — Анастасія Клименко
- Владислав Котлярський — начальник служби кримінальної міліції підполковник Станіслав Михайлович Карпов
- Ігор Лісів — начальник слідчого відділу майор Ігор Морозов
- Володимир Фекленко — слідчий лейтенант Микола Тарасов
- Борис Покровський — слідчий старший лейтенант Олексій Черенков
- Олександр Сергійович Бобров — слідчий старший лейтенант Андрій Агапов
- Василіса Вороніна — слідчий лейтенант Марія Крилова
- Максим Мальцев — сержант Павло Цвєтков, співробітник ДПС
- Юлія Самойленко — Віка Іванцова. Колишня дівчина Миколи Тарасова
- Людмила Гаврилова — Наталія Глухарьова, мама Сергія Глухарьова
- Роман Хеідзе — Віктор Тарасов, батько Миколи Тарасова
- Федір Румянцев — черговий відділення, старший лейтенант Олег
- Дмитро Титов — дядько Антошина, генерал-майор МВС
- Олександр Барінов — підполковник (на початку-командир роти ДПС, майор) Віталій Павлович Ігнатьєв
- Юрій Пономаренко — Оперативник Юра
- Анатолій Гущин — слідчий прокуратури, юрист 1 класу капітан Костянтин Васін у серіях «Геній» та «Пітьма»
- Галина Коньшина — підполковник Ольга
- Олександр Кузнєцов — полковник
- Віталій Пічік — однокурсник Зіміної, полковник

## Місця зйомок
- ОВС «П'ятницький» (вхід): Відділ міліції на ВВЦ
- ОВС «П'ятницький» (усередині): ВВЦ, павільйон «Космос»
- ВВЦ (Поліклініка, Ставок «Золотий колос»)
- У північно-західному окрузі Москви. У районах:
  - Південному Тушино: Човнова вулиця
- У північно-східному окрузі Москви. У районах:
  - Ростокіно: Сільськогосподарська вулиця, вулиця Вільгельма Піка
  - Південне Медведьково: проїзд Дежнева, проїзд Шокальського, Полярна вулиця, Заповідна вулиця
  - Північне Медведково: Студений проїзд, вулиця Грекова
  - Московський район Свіблово: садиба Свіблово, заплава річки Яуза
  - Останкінський: вулиця Цандера, вулиця Академіка Корольова
  - залізнична станція «Лосіноостровска»: ринок, автобусна зупинка
  - Вулиця Льотчика Бабусина, сквер на перетині з вулицею Менжинського
  - 2-а вулиця Мар'їній Гаї
  - Алтуф'євське шосе
  - Проспект Миру

## Цікаві факти
- Максим Аверін (Глухар) і Денис Рожков (Антошин) спеціально ходили в тир, щоб навчитися стріляти як справжні оперативники.
- Мелодія дзвінка мобільного Антошина — музика з титрів першого сезону серіалу.
- Щоб підтримувати спортивну форму для ролі, Денис Рожков став займатися боксом. До того ж без допомоги каскадерів виконував складні трюки. Наприклад, пролетівши 3 метри, пробив собою масивну фанерну конструкцію.
- За сюжетом в 4 серії другого сезону «За що?» Глухарьов збирається купити цуценя. Для зйомок цієї сцени довелося організувати імпровізований «пташиний ринок» своїми силами. Кролів, собак, кішок, хом'яків, морських свинок, папуг та інших домашніх улюбленців привозили на майданчик самі учасники знімальної групи. Для безпритульного купили цуценя породи Пойнтер, вартість якого — близько 4 тис. гривень.
- У 7-ї серії другого сезону «Друге життя» про «кланові розбірки» в онлайн-грі, на моніторі оперативника Антошина відкрито форум клану «Асгард».
- В 12-й серії у Зіміної дуже недешевий мобільний Nokia 8800 Arte Carbon.
- За сценарієм в 11 серії другого сезону «Допит» був викрадений банкомат. Актори протягом цієї серії штовхали і возили по всіх місцях зйомок не бутафорський, а справжній громіздкий апарат вагою майже в тонну!
- Герої фільму весь час п'ють безалкогольне пиво: «Балтика 0 Безалкогольне».
- У 29-й серії другого сезону «Палець» старший лейтенант Олексій Черенков передає Миколі в подяку за надану раніше послугу конверт з грошима. Слідчий Тарасов відкриває конверт і на купюрах, що лежать в конверті написано «квиток банку приколів».
- У 37 серії другого сезону «В особливому порядку» Морозов заводить справу на бабусю за незаконно зрубане дерево, що відповідає чинному на момент виходу серіалу законодавству. Але коли Антошин її затримує біля місця, де ріс каштан, очевидно, що дерево було посаджено приблизно за 1,5 м від стіни будинку. При цьому відстань від зовнішніх стін будівель до стовбура дерева має бути не менше 5 м[4]. Таким чином, слід було в першу чергу розглядати питання про притягнення до адміністративної відповідальності тих, хто висаджував дерево.
- У 39 серії другого сезону «Зіткнення» на орієнтуванні зображений Саша Білий із серіалу «Бригада».
- У 42 серії другого сезону «Втрата втрат» Кобилець (один з друзів Морозова) намагається застрелитися не з пістолета Макарова, а з пістолета «Baikal».
- У тій же сцені на скроні Кобильця чітко видно сліди від дула пістолета. Імовірно, кількість слідів дорівнює кількості спроб дублів самогубства.
- Кабінет Зіміної набагато менший ніж кабінет Карпова. Це дивно, оскільки начальник ОВС вона, а не Карпов.
- Чесний міліціонер Зіміна їздить на Volvo XC60, базова вартість мінімум 340 000 гривень. (До речі це особистий автомобіль актриси)
- Власник будівельної компанії «Кульбіт» Шошин їздить на Citroën C-Crosser вартістю 240 000 гривень. А начальник його охорони на Volvo XC90 вартістю більше 400 000 гривень.

## Глухар. Приходь, Новий рік

### Сюжет
Наступає Новий рік. Глухарьов і Антошин намагаються роздобути грошей. З цією метою вони фотографують затриманого шахрая в міліцейській формі і видають його за загиблого слідчого, який нещодавно влаштувався на роботу у відділ. Ошелешеним співробітникам відділку нічого не залишається робити, як здавати гроші на похорон … Дізнавшись про цю хуліганську витівку своїх підлеглих, Зіміна в покарання залишає друзів чергувати в новорічну ніч. 31 грудня юна бездомна Віра краде телефон у подруги Антошина Насті і вимагає з Дениса, що подзвонив, гроші за нього. Глухарьов і Антошин ловлять Віру, але дівчинка втікає. І тут … абсолютно несподівано з Петербурга в Москву приїжджають відомі полковник Ухов і психолог Мельникова — співробітники спеціального відділу з розслідування особливо небезпечних справ зі знаменитого «Ливарного». Вони теж шукають Віру, яка стала свідком одного загадкового злочину в Санкт-Петербурзі. Чи вдасться їм спільно з московськими колегами знайти дівчинку? У той же час Колі Тарасову доводиться розбиратися в непростій ситуації з молодою зіркою естради Алексом, якого звинувачують у плагіаті — крадіжці пісні про Новий рік. Чи доведе молодий співак Алекс свої авторські права на пісню? І які ще неймовірні історії відбудуться з героями?

### Серії
- Приходь, Новий рік-1
- Приходь, Новий рік-2

### Актори
- Максим Аверін — капітан Сергій Глухарьов
- Денис Рожков — старший лейтенант Денис Антошин
- Вікторія Тарасова — підполковник Ірина Зіміна
- Володимир Фекленко — лейтенант Микола Тарасов
- Марія Рассказова — Марина Глухарьова
- Владислав Котлярський — начальник Служби кримінальної міліції підполковник Станіслав Михайлович Карпов
- Борис Володимирович Покровський — старший лейтенант Олексій Черенков
- Олександр Бобров — старший лейтенант Андрій Агапов
- Федір Румянцев — черговий відділку, старший лейтенант Олег
- Марія Болтнева — Анастасія Клименко
- Андрій Федорцов — підполковник Ухов
- Анастасія Мельникова — капітан Мельникова

### Заборона до показу в Україні
З 9 грудня 2014 року Державне агентство України з питань кіно заборонило до показу та поширення в Україні серії «Глухар. Приходь новий рік!» (рос. «Глухарь. «Снова Новый!») разом із іншими фільмами та серіалами за участю Івана Охлобистіна. За повідомленням відомства, заборона пов'язана із антиукраїнськими шовіністичними вчинками Охлобистіна, а також порушенням ним заборони на в'їзд до України. Незадовго до цього за заборону протестували активісти, зокрема учасники кампанії «Бойкот російського кіно».

## Глухар. Повернення (сезон 3)

### Сюжет
«Глухар-3» — це продовження серіалу «Глухар». 3 сезон також, як і перші два, є набором історій, але на відміну від перших двох сезонів, серіал йде «блоками» по 8-10 серій. Зйомки почалися в січні 2010 року. Прем'єра відбулася 5 вересня на ТРК «Україна». На офіційному сайті DIXI позначено що в третьому сезоні знято всього 48 серій.

### Актори
- Максим Аверін — начальник слідчого відділу майор Сергій Глухарьов
- Вікторія Тарасова — начальник відділення міліції «П'ятницький» підполковник Ірина Зіміна
- Володимир Фекленко — слідчий лейтенант Микола Тарасов
- Марія Рассказова — Марина Глухарьова
- Денис Рожков — старший оперуповноважений старший лейтенант/капітан Денис Антошин
- Марія Болтнева — Анастасія Клименко
- Борис Покровський -Слідчий старший лейтенант Олексій Черенков
- Олександр Бобров — Слідчий старший лейтенант Андрій Агапов
- Владислав Котлярський — начальник служби кримінальної міліції підполковник Станіслав Михайлович Карпов
- Федір Румянцев — черговий відділення міліції старший лейтенант Олег
- Денис Жаріков — Саша Зімін
- Вікторія Герасимова — Ганна Сенцова (4-11 серії)
- Андрій Дударєв — Євген, професор. Батько Сергія (4-11 серії)
- Олександр Воробйов — Сичов (Сич) Анатолій Миколайович
- Таїсія Піскунова — Катя
- Юрій Месевренко — Олексій Михайлович Сомов (23 -? Серії)
- Кошова Анжеліка — Катя, дочка Сомова (25 -? Серії)
- Сергій Коваленко — Ігор (23 -? Серії)
- Сергій Марухін — Павло (23 -? Серії)
- Едуард Рябінін — Леонід (23 -? Серії)

### Серії
1. «П'ятницький»
2. «Заочниця»
3. «Родинне вогнище»
4. «Сергій»
5. «Батько»
6. «Все, що є у мене»
7. «Амнезія»
8. «Нелюди»
9. «Шапкобрання»
10. «Шпигунські пристрасті»
11. «Точка Зеро»
12. «Жуки»
13. «Сила є»
14. «Нічні гості»
15. «Чорна кішка»
16. «Наїзд»
17. «Слон»
18. «Батарея»
19. «Туман»
20. «Рятувальник»
21. «Запис»
22. «Нафта»
23. «Брудні гроші»
24. «Принцип ящірки»
25. «Нова робота»
26. «Ніхто»
27. «Угода»
28. «Гаечки»
29. «Карусель»
30. «Грань»
31. «Спринт»
32. «Зрадник»
33. «золотом»
34. «Злочин і кара»

## Цікаві факти
- В одній із серій злочинець спочатку загрожує зброєю Глухарьову і Антошину потім намагається застрелитися з пістолета Макарова при цьому на великому плані чітко видно напис «Байкал». Так маркуються пневматичний пістолет МР-654К, або ІЖ70 — комерційна модифікація ПМ. Надалі з'ясовується що це табельна зброю оперативників з відділення «П'ятницький», які зрозуміло не можуть бути озброєні пневматичним або цивільним пістолетом.
- З п'яти сценаристів тільки один живе в Москві. Всі п'ять сценаристів живуть в п'яти різних містах.
- У 3 сезоні третій раз, можливо, буде фігурувати тема травневих свят з виїздом героїв на природу.
- У більшості персонажів можна помітити один і той же телефон Nokia 2630.
- На останньому кадрі заставки, поруч з написом «Глухар. Повернення» зображений сам режисер Тимур Алпатов[9].
- Музика заставки 3 сезону запозичена у серіалу Південна Територія (Southland) як і ідея відеоряду, а музика до заставки серіалу Південна Територія (Southland) скоріше за все була запозичена у свій час з пісні Гарем у виконанні Сари Брайтман (Sarah Brightman — Harem).
- Лейтенантові Миколі Тарасову за два роки так і не дали старшого лейтенанта.
- А Антошин навпаки дуже мало був старшим лейтенантом (2 роки 9 місяців), за умови необхідних 3-х років. Разом з тим, в 23 серії Карпов натякає йому, що якщо Антошин не погодиться брати участь в операції із затримання торговців зброєю, по службі його не підвищать ще довго.
- У 5 серії, коли бомж передає Олексію гроші, на купюрах видно напис «Квиток банку приколів».
- У 10 серії артистка, яка грає бабусю «шпигуноманку» у першому сезоні грала бабусю з ЖЕКу, яка виписувала довідку з адресою.
- У 11 серії дівчина Глухарьова їде на машині з аеропорту, і в той момент коли водій включає наступну передачу, видно, що в замку запалювання немає ключів.
- У 16 серії використовується автомобіль Міцубісі Лансер номер А 588 НЕ, а в 17 серії цей же номер вже стоїть на автомобілі ВАЗ 2115. У наступних серіях він з'являється на Mercedes-ML ФСБшника.
- Можливо в 2011 році вийде ще один повнометражний фільм з героями серіалу «Глухар» що буде кінцем усього циклу.
- У кабінеті Глухарьова новий електронний сейф, замість старої вогнетривкої шафи. Цей же сейф стоїть у кабінетах: Карпова, Зіміної і Агапова. Під час зйомок його переносять з місця на місце.
- Відділення міліції «П'ятницький», в якому працюють герої серіалу, насправді не існує. «Нутрощі» відділення, знімалися в колишньому павільйоні «Космос», стіни відділення зібрані з гіпсокартонних декорацій. Зовнішній вигляд будівлі, в якому знаходився відділ розслідувань під керівництвом Ірини Зіміної, — це відділення недалеко від станції метро «ВДНГ».
- Режисер 30-ї серії «Грань» і 31-й «Спринт» — Максим Аверін.